# Lee Harding (Schriftsteller)
Lee John Harding (geboren am 19. Februar 1937 in Colac, Victoria; gestorben am 18. April 2023 in Perth, Western Australia) war ein australischer Science-Fiction-Autor und Fotograf.

## Leben
Harding war 1952 Gründungsmitglied des Melbourne Science Fiction Club und Mitarbeiter mehrerer Fanzines, darunter der Australian Science Fiction Review, die er mitbegründete.
In seinen früheren Jahren arbeitete er hauptsächlich als Fotograf und dokumentierte als solcher 1959 die Aufnahmen von Stanley Kramers Das letzte Ufer und 1960 von Fred Zinnemanns Der endlose Horizont.
1961 erschien eine erste SF-Kurzgeschichte Displaced Person, die er 1979 zum Roman ausbaute. Auf Deutsch ist der Roman unter dem Titel Limbus erschienen.
Er war bei einem von Ursula K. LeGuin in Verbindung mit der Aussiecon One, der Worldcon 1975 in Melbourne, abgehaltenen Autoren-Workshop beteiligt und war Herausgeber einer Anthologie dazu, The Altered I, die 1976 erschien.
Harding war von 1960 bis 1974 mit Carla Bleeker verheiratet, mit der er zwei Söhne und eine Tochter hat. 1982 heiratete er Irene Anne Pagram, mit der er eine Tochter hat.

## Auszeichnungen
- 1970: Ditmar Award für Dancing Gerontius
- 1972: Ditmar Award für Fallen Spaceman
- 1978: Alan Marshall Award für Displaced Person
- 1980: Australian Children’s Book of the Year Award
- 2006: A. Bertram Chandler Memorial Award für das Lebenswerk

## Bibliographie
Romane
- The Fallen Spaceman (1973)
- A World of Shadows (1975)
- The Frozen Sky (1975)
- Children of Atlantis (1976)
- Return to Tomorrow (1976)
- Future Sanctuary (1976)
- The Weeping Sky (1977)
- Displaced Person (1979, auch als: Misplaced Persons)
  - Deutsch: Limbus. Heyne SF&F #4373, 1987, ISBN 3-453-31372-0.
- The Web of Time (1980)
- Waiting for the End of the World (1983)

Kurzgeschichten
- Displaced Person (1961)
- Sacrificial (1961)
- Conviction (1961)
- Echo (1961)
- Pressure (1962)
- Late (1962)
- Dragonfly (1962)
- Terminal (1962)
- Birthright (1962)
- Quest (1963)
- All My Yesterdays (1963)
- The Lonely City (1963)
- The Evidence (1964)
- The Liberators (1965)
- Shock Treatment (1967)
- Consumer Report (1969)
- Dancing Gerontius (1969)
- Takeover (1970, als Harold G. Nye)
- Rebirth (1970)
- Soul Survivors (1970)
- Spaceman (1970)
- The Custodian (1970)
- The Changer (1970, als Harold G. Nye)
- Echoes of Armageddon (1970)
- The Communication Machine (1970)
- Cassandra's Castle (1970)
- Mistress of the Mind (1971)
- The Immortal (1971)
- Fallen Spaceman (1971)
- Night of Passage (1975)
- Love in the City (1976)
- The Cage of Flesh (1978)

Anthologien
- Beyond Tomorrow : An Anthology of Modern Science Fiction (1976)
- The Altered I : An Encounter with Science Fiction (1976)
- Rooms of Paradise (1978)